# حفل توزيع جوائز الأوسكار الثالث والثلاثون
حفل توزيع جوائز الأوسكار الثالث والثلاثون (بالإنجليزية: 33rd Academy Awards)‏ هو حدث نظمته أكاديمية فنون وعلوم الصور المتحركة لتكريم أفضل الأفلام لسنة 1960. أقيم الحفل بتاريخ 17 أبريل، 1961 في قاعة عرض سانتا مونيكا المدنية في سانتا مونيكا، كاليفورنيا. قامت شبكة هيئة الإذاعة الأمريكية ببثّ الحفل، وقدّمه بوب هوب. في هذه الدورة، فاز فيلم الشقة بجائزة أفضل فيلم، وحاز الممثّل برت لانكستر على جائزة أفضل ممثّل، ونالت الممثلة إليزابيث تايلور جائزة أفضل ممثّلةٍ، وكانت جائزة الأوسكار لأفضل مخرج من نصيب المخرج ويليام وايلر.
أكثر الأفلام ترشيحاً للحصول على جوائز كان فيلم الشقة حيث تلقّى 10 ترشيحات، وكان كذلك أكثرها فوزاً حيث فاز بـ 5 جوائز.

## الجوائز
- جائزة أفضل فيلم:

الشقة
- جائزة أفضل مخرج:

ويليام وايلر
- جائزة أفضل ممثّل:

برت لانكستر
- جائزة أفضل ممثّلة:

إليزابيث تايلور
- جائزة أفضل ممثّل مساعد:

بيتر يوستينوف
- جائزة أفضل ممثّلة مساعدة:

شيرلي جونز
- جائزة أفضل سيناريو مقتبس:

إلمر جانتري
- جائزة أفضل موسيقى تصويريّة:

أغنية بلا نهاية -إكسدس
- جائزة أفضل تأثيرات بصريّة:

آلة الزمن
- جائزة أفضل خلط أصوات:

آلامو

## وصلات خارجية
- حفل توزيع جوائز الأوسكار الثالث والثلاثون على موقع IMDb (الإنجليزية)
- حفل توزيع جوائز الأوسكار الثالث والثلاثون على موقع ميوزك برينز (الإنجليزية)
- الموقع الرسمي لجوائز الأكاديمية.
- الموقع الرسمي لأكاديمية فنون وعلوم الصور المتحركة.
- قناة جوائز الأوسكار على موقع يوتيوب (تُديره أكاديمية فنون وعلوم الصور المتحركة).
- مقتطفات فيديو من أكاديمية فنون وعلوم الصور المتحركة.